# The Cher Show
The Cher Show es un espectáculo de variedades estadounidense que se estrenó en CBS en 1975, presentado por la cantante y actriz Cher. El espectáculo tuvo muchos invitados musicales famosos. Siguió un especial de televisión con Elton John, Bette Midler y Flip Wilson como invitados. El programa se estrenó el domingo 16 de febrero de 1975 a las 7:30 p. m. y terminó la temporada clasificada en primer lugar entre los programas de variedades y en el puesto 22 entre todos los programas, con un promedio de participación de 21,3 hogares. [1] La primera temporada se emitió los domingos a las 7:30 y la segunda se emitió a las 8:00.

## Visión de conjunto
El programa presentó a Cher entrevistando a varios invitados famosos, desde músicos y actores hasta figuras de la cultura pop. La serie también presentó bocetos e informes de campo de comedia. Cher también interpretaría sus canciones junto con una banda en vivo. Con su entonces marido, Sonny Bono, Cher había coprotagonizado The Sonny & Cher Comedy Hour para CBS desde 1971 hasta 1974, antes de que los dos se divorciaran en medio de una amargura y acritud. Cada socio obtendría su propia serie: Cher obtuvo esta serie en CBS, mientras que Sonny (que consiguió conservar todo el personal y la propiedad intelectual de Comedy Hour) obtuvo The Sonny Comedy Revue. Cher se le permitió mantener el director musical de la Hora de la Comedia, Jimmy Dale. Los dos se enfrentarían cara a cara en las clasificaciones, pero ABC canceló la Revue antes de que Cher se estrenase. Al final de la temporada, Sonny y Cher habían dejado de lado sus diferencias y habían acordado reunirse. Cher fue reemplazada de inmediato por The Sonny & Cher Show, con un nuevo equipo de producción y redacción. Con Sonny, el espectáculo duró hasta 1977.